# 罗库尔和弗拉巴
罗库尔和弗拉巴（法語：Raucourt-et-Flaba，法語發音：[ʁokuʁ e flaba]）是法国大東部大區阿登省的一个市镇，属于色当区。

## 地理
罗库尔和弗拉巴（49°36'9"N, 4°57'26"E）面积21.83 平方千米，位于法国大東部大區阿登省，该省份为法国北部内陆省份，西接埃纳省，南至马恩省，东临默兹省，北与比利时接壤。
与罗库尔和弗拉巴接壤的市镇（或旧市镇、城区）包括：欧特勒库尔和普龙、拉伯萨斯、阿罗库尔、迈松塞勒和维莱尔、斯托讷、永克。

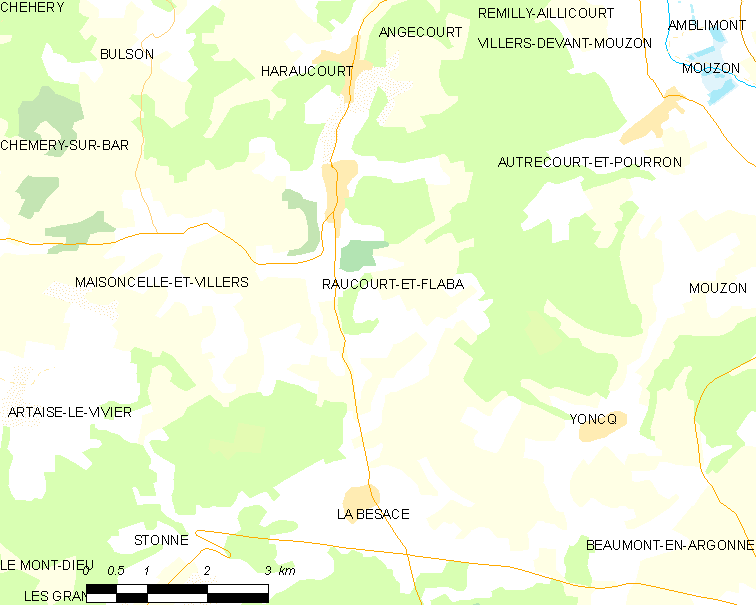
罗库尔和弗拉巴的OSM定位图

罗库尔和弗拉巴的时区为UTC+01:00、UTC+02:00（夏令时）。

## 行政
罗库尔和弗拉巴的邮政编码为08450，INSEE市镇编码为08354。

## 政治
罗库尔和弗拉巴所属的省级选区为武济耶县。

## 人口

1962-2008年间罗库尔和弗拉巴人口变化图示

罗库尔和弗拉巴于2022年1月1日时的人口数量为815人。